# さんま&くりぃむの芸能界(秘)個人情報グランプリ
『さんま&くりぃむの芸能界㊙個人情報グランプリ』（さんまアンドくりぃむのげいのうかいまるひこじんじょうほうグランプリ）は、フジテレビ系列で放送されていた特別番組である。明石家さんまとくりぃむしちゅーの冠番組。

## 番組概要
プロデュースの宮道治朗と総合演出の武田誠司がプレゼンした企画で、豪華芸能人たちが知られざる秘密についての面白いエピソードを各部門ごとに紹介・さんまが審査し、各部門から1作品の部門賞を決定。受賞者には表彰状と金一封が贈られる。
決定基準は基本的に各部門にノミネートされた芸能人に限らず、ノミネートされていないがインパクトが強いものや、ちょっと意外な特技で失敗して大爆笑をとった人などを決定したりなどと、まさに何でもありの要素である。
2014年8月2日放送の第18回を以て終了した。

## 放送日
※時刻はすべてJSTで記載する。
| 回数   | 放送日                   | 放送時間（JST） | 視聴率 |
| ------ | ------------------------ | --------------- | ------ |
| 第1回  | 2008年7月4日（金曜日）   | 19:57 - 21:49   | 13.1%  |
| 第2回  | 2009年3月13日（金曜日）  | 21:00 - 22:52   | 17.3%  |
| 第3回  | 2009年7月3日（金曜日）   | 21:00 - 22:52   | 15.0%  |
| 第4回  | 2009年10月23日（金曜日） | 21:00 - 22:52   | 15.8%  |
| 第5回  | 2010年4月16日（金曜日）  | 21:00 - 22:52   | 14.0%  |
| 第6回  | 2010年8月21日（土曜日）  | 21:00 - 23:10   | 14.4%  |
| 第7回  | 2010年11月5日（金曜日）  | 21:00 - 22:52   | 12.7%  |
| 第8回  | 2011年2月12日（土曜日）  | 21:00 - 23:10   | 16.2%  |
| 第9回  | 2011年5月28日（土曜日）  | 21:00 - 23:10   | 13.5%  |
| 第10回 | 2011年10月15日（土曜日） | 21:00 - 23:10   | 13.4%  |
| 第11回 | 2012年2月4日（土曜日）   | 21:00 - 23:10   | 15.1%  |
| 第12回 | 2012年6月2日（土曜日）   | 21:00 - 23:10   | 12.7%  |
| 第13回 | 2012年11月10日（土曜日） | 21:00 - 23:10   | 11.1%  |
| 第14回 | 2013年3月23日（土曜日）  | 21:00 - 23:10   | 12.2%  |
| 第15回 | 2013年8月10日（土曜日）  | 21:00 - 23:10   | 11.1%  |
| 第16回 | 2013年11月30日（土曜日） | 21:00 - 23:10   | 13.0%  |
| 第17回 | 2014年4月19日（土曜日）  | 21:00 - 23:10   | ？．％ |
| 第18回 | 2014年8月2日（土曜日）   | 21:00 - 23:10   | ？．％ |

## 出演者

### 司会
- 明石家さんま
- くりぃむしちゅー（上田晋也・有田哲平）

### アシスタント（進行）
- 高島彩（第7回まではフジテレビアナウンサー）（第1回-第3回・第5回-第8回、第10回-第14回）
- 中野美奈子（当時フジテレビアナウンサー）（第4回）
- 加藤綾子（当時フジテレビアナウンサー）（第16回-第18回）

### ナレーター
- 服部伴蔵門
- 牧原俊幸（当時フジテレビアナウンサー）
- 垂木勉

### ゲスト
| 男性 - 蛭子能収 - 勝俣州和 - カンニング竹山 - 麒麟 - ザブングル - 次長課長 - 嶋大輔 - スピードワゴン - タカアンドトシ - DAIGO - ダチョウ倶楽部 - チュートリアル - つるの剛士 - TKO - デーブ・スペクター - バナナマン - 藤崎マーケット - ブラックマヨネーズ - 村上ショージ - モト冬樹 - 山本高広 - ラサール石井 | 女性 - 青田典子 - エド・はるみ - 大沢あかね - 小倉優子 - 熊田曜子 - 国生さゆり - 榊原郁恵 - スザンヌ - デヴィ・スカルノ - 夏川純 - ハリセンボン - はるな愛 - 松本明子 - 柳原可奈子 - 山口もえ - YOU - 優木まおみ - ユンソナ |

| 男性 - 有吉弘行 - アンタッチャブル - 石田純一 - インパルス - 蛭子能収 - オードリー - 大和田伸也 - おぎやはぎ - 片岡鶴太郎 - 次長課長 - 高田純次 - ダチョウ倶楽部 - つるの剛士 - 板東英二 - はんにゃ - FUJIWARA - 六平直政 - 村上ショージ - やくみつる - ロバート | 女性 - 磯野貴理 - 井森美幸 - エド・はるみ - オアシズ - 榊原郁恵 - 柴田理恵 - スザンヌ - 関根麻里 - 椿姫彩菜 - ハリセンボン - ほしのあき - 堀ちえみ - 松本伊代 - 眞鍋かをり - マリエ - misono - 森公美子 - 柳原可奈子 |

| 男性 - 有吉弘行 - 石田純一 - 蛭子能収 - オードリー（若林正恭、春日俊彰） - 高橋ジョージ - 高橋英樹 - 武田修宏 - ダチョウ倶楽部 - 土田晃之 - 中尾彬 - 西村和彦 - ブラックマヨネーズ - フルーツポンチ - 武蔵 - 村上ショージ - 元木大介 - 山里亮太（南海キャンディーズ） - 山田五郎 - 我が家 - 渡辺哲 - 渡辺徹 | 女性 - 安達祐実 - 上原美優 - 梅宮アンナ - 大河内志保 - 島崎和歌子 - 杉本彩 - スザンヌ - 辻希美 - 友近 - 浜田ブリトニー - はるな愛 - 真琴つばさ - マリエ - 南明奈 - 八代亜紀 - 柳原可奈子 - 山崎静代（南海キャンディーズ） - 芳本美代子 - ローラ・チャン |

| 男性 - 伊吹吾郎 - 梅沢富美男 - 蛭子能収 - 金子貴俊 - カンニング竹山 - 草野仁 - クリス松村 - 劇団ひとり - ケンドーコバヤシ - 高木心平・高木万平 - 蝶野正洋 - 出川哲朗 - トータルテンボス - 錦野旦 - ハイキングウォーキング - バナナマン - ますだおかだ - 村上ショージ - 本村健太郎 - ユージ - 六角精児 | 女性 - 浅香唯 - あべ静江 - 大場久美子 - 小倉優子 - 神戸蘭子 - さとう里香 - 里田まい - SHELLY - 杉本彩 - 高木美保 - 椿鬼奴 - 西川史子 - 西村知美 - 雛形あきこ - 福島和可菜 - 矢口真里 - 安めぐみ - 吉川ひなの |

| 男性 - 蛭子能収 - 大友康平 - 勝俣州和 - 姜暢雄 - くまだまさし - JOY - 田中幸太朗 - 田中要次 - NON STYLE - 長谷川初範 - パンクブーブー - 板東英二 - ブラックマヨネーズ - 前園真聖 - 宮川俊二 - 村上ショージ - もう中学生 - 森永卓郎 - ユージ - U字工事（福田薫、益子卓郎） | 女性 - 秋野暢子 - 磯野貴理 - 大沢あかね - クワバタオハラ - 小森純 - 坂下千里子 - 白川和子 - 田嶋陽子 - 椿鬼奴 - 西川史子 - 濱田マリ - 平山あや - 藤本美貴 - 武藤静香 |

| 男性 - アンジャッシュ - 蛭子能収 - 大和田獏 - カラテカ - ガレッジセール - 香田晋 - 駒田徳広 - 品川庄司 - 白川裕二郎 - 田山涼成 - 土田晃之 - 西岡徳馬 - ハジメ（フォーリンラブ） - ほっしゃん。 - 三田村邦彦 - 村上ショージ - 山下真司 - 山田親太朗 | 女性 - アジアン - 東ちづる - 石野真子 - 伊藤かずえ - 加藤紀子 - 小森純 - 斉藤慶子 - 五月みどり - さとう珠緒 - 田嶋陽子 - 手島優 - トリンドル玲奈 - 名取裕子 - バービー（フォーリンラブ） - はしのえみ - 羽野晶紀 - 北陽 - MAX - 矢沢心 |

| 男性 - 赤井英和 - IKKO - ウド鈴木（キャイ〜ン） - 蛭子能収 - ガレッジセール - 具志堅用高 - コン・テユ - 酒井敏也 - 島田秀平 - 陣内智則 - 中野裕太 - 名高達男 - ねづっち - ハイキングウォーキング - 長谷川初範 - 原口あきまさ - 兵動大樹（矢野・兵動） - ふかわりょう - ペナルティ - 村上ショージ - 山崎樹範 | 女性 - 秋元順子 - 朝丘雪路 - 磯山さやか - 上原美優 - オアシズ - 加藤夏希 - 川上麻衣子 - 川島なお美 - 小嶋陽菜 (AKB48) - 坂口良子 - 五月みどり - 杉田かおる - 田野アサミ - 次原かな - 椿鬼奴 - 東尾理子 - フィフィ - 松居直美 - 峯岸みなみ (AKB48) - 森口博子 - 山田花子 - 山本モナ |

| 男性 - アンガールズ - 石田純一 - 宇梶剛士 - 蛭子能収 - 風間トオル - ガダルカナル・タカ - 狩野英孝 - 国広富之 - 劇団ひとり - 斉木しげる（シティボーイズ） - 品川庄司 - せんだみつお - 高田延彦 - 楽しんご - 平成ノブシコブシ - 三田村邦彦 - 村上ショージ - 野性爆弾 - ロッチ | 女性 - 秋野暢子 - 秋元才加 (AKB48) - アジアン - 大島麻衣 - 岡本夏生 - 神田うの - 小柳ルミ子 - 五月みどり - 重盛さと美 - 髙田万由子 - とよた真帆 - 原幹恵 - 道端アンジェリカ - 三船美佳 - 宮崎美子 - 森三中（大島美幸、村上知子） - ローラ |

| 男性 - 東貴博 - 市川知宏 - 蛭子能収 - 岡本信人 - 川崎麻世 - 木村祐一 - 黒田アーサー - 小籔千豊 - コロッケ - 篠山輝信 - 杉浦太陽 - 杉村太蔵 - スリムクラブ - ダンテ・カーヴァー - 内藤大助 - 錦野旦 - パンツェッタ・ジローラモ - ピース - FUJIWARA - Mr.マリック - 村上ショージ - よゐこ - 笑い飯 | 女性 - 麻丘めぐみ - 皆藤愛子 - 五月みどり - 佐藤かよ - 清水ミチコ - 手島優 - 早見優 - 広田レオナ - 笛木優子 - 三田寛子 - 芳本美代子 - LiLiCo |

| 男性 - AMEMIYA - 有吉弘行 - イジリー岡田 - 内山信二 - 梅宮辰夫 - 蛭子能収 - オリエンタルラジオ - クリス松村 - 斎藤洋介 - 載寧龍二 - ダイアモンド☆ユカイ - 中川礼二（中川家） - 野澤亘伸 - パパイヤ鈴木 - ハライチ - 水木一郎 - 村上ショージ | 女性 - 麻木久仁子 - あやまんJAPAN - いしのようこ - 大沢逸美 - ギャル曽根 - 香坂みゆき - 国生さゆり - 後藤真希 - 小森純 - 五月みどり - 篠原ともえ - 瀬川瑛子 - 夏菜 - 西川史子 - 藤田朋子 - 間下このみ - 三田寛子 - 山村紅葉 |

| 男性 - IKKO - インパルス - エスパー伊東 - 蛭子能収 - 風見しんご - カンニング竹山 - 劇団ひとり - サンドウィッチマン - 笑福亭笑瓶 - 坂上忍 - 神保悟志 - 野口五郎 - 野村将希 - 彦摩呂 - 布施博 - FUJIWARA - 松木安太郎 - 村上ショージ - モンスターエンジン - レッド吉田 - 和田正人 | 女性 - 池上季実子 - 久住小春 - 黒田福美 - 五月みどり - 沢田亜矢子 - ジャガー横田 - SILVA - 瀬川瑛子 - 田中律子 - 菜々緒 - 仁科仁美 - 春香クリスティーン - 兵藤ゆき - 山口もえ - 渡辺直美 |

| 男性 - 敦士 - アンジャッシュ - 岩尾望（フットボールアワー） - 大仁田厚 - おぐねー - 小野寺昭 - COWCOW - 清水良太郎 - 中条きよし - パンクブーブー - 東国原英夫 - 布川敏和 - マイケル富岡 - ますだおかだ - 村上ショージ - 村松利史 | 女性 - 生稲晃子 - 久保田磨希 - 小島慶子 - 五月みどり - 芹那 - 千堂あきほ - たかの友梨 - 嗣永桃子 - デヴィ・スカルノ - 新山千春 - 西川峰子 - フィフィ - 美保純 - 山田まりや - 吉木りさ |

| 男性 - エスパー伊東 - 蛭子能収 - 勝野洋 - 勝俣州和 - 假屋崎省吾 - 栗原類 - 西郷輝彦 - 篠井英介 - スギちゃん - DaiGo - ドランクドラゴン - 博多華丸・大吉 - 松澤一之 - 村上ショージ - 森永卓郎 - 諸星和己 | 女性 - 淡路恵子 - いとうあさこ - 奥山佳恵 - 神田うの - 五月みどり - 杉原杏璃 - 中田有紀 - ハリセンボン - 安めぐみ - 山田花子 - 鷲尾真知子 - 渡辺美奈代 |

| 男性 - 有村昆 - 飯尾和樹（ずん） - いしだ壱成 - 蛭子能収 - 具志堅用高 - サバンナ - 太川陽介 - 竹原慎二 - 西村和彦 - 野村宏伸 - バイきんぐ - FUJIWARA - 堀内孝雄 - マイケル富岡 - 真島茂樹 - 村上ショージ | 女性 - 秋本奈緒美 - Ami（E-girls） - キンタロー。 - 紅晴美 - 五月みどり - ジュディ・オング - 高橋ひとみ - 田中美奈子 - たんぽぽ - 壇蜜 - デヴィ・スカルノ - 遠野なぎこ - 新田恵利 - 福田彩乃 - LiLiCo |

| 男性 - 石橋保 - 蛭子能収 - 大鶴義丹 - 小石田純一 - 宍戸錠 - 中村繁之 - 錦野旦 - 温水洋一 - ハリー杉山 - パンサー - FUJIWARA - ボビー・オロゴン - 村上ショージ - ロバート | 女性 - 青木さやか - いとうまい子 - 大場久美子 - 大林素子 - 小川知子 - 河北麻友子 - 菊地亜美 - 五月みどり - 佐藤仁美 - 紫吹淳 - 高橋真麻 - つちやかおり - デヴィ・スカルノ - 友利新 - 水沢アリー |

| 男性 - アニマル浜口 - 阿部祐二 - イ・テガン - 蛭子能収 - 小沢仁志 - 金山一彦 - KABA.ちゃん - 川越達也 - 陣内智則 - 中尾明慶 - ハマカーン - FUJIWARA - 前田吟 - 村上ショージ | 女性 - 阿佐ヶ谷姉妹 - 今井華 - 熊谷真実 - 小島瑠璃子 - 五月みどり - シルビア・グラブ - ダレノガレ明美 - ハリセンボン - 松本典子 - マルシア - みかん - 水沢アリー - 森下悠里 - やしろ優 - 保田圭 |

| 男性 - アニマル浜口 - ウーマンラッシュアワー - 川合俊一 - JOY - 武井壮 - デニス - FUJIWARA - マイク眞木 - 松村邦洋 - 宮川一朗太 - 村上ショージ - 森田順平 - 山里亮太（南海キャンディーズ） - 渡辺裕之 | 女性 - 岡本麗 - 熊切あさ美 - 紅蘭 - 小島瑠璃子 - 五月みどり - ダンプ松本 - ちはる - 中田喜子 - 中山エミリ - ニッチェ - バービー（フォーリンラブ） - 福田彩乃 - 丸岡いずみ - 水沢アキ - ミラクルひかる - 森口博子 |

| 男性 - アニマル浜口 - あばれる君 - IKKO - 今井洋介 - 岩尾望（フットボールアワー） - 岩崎夏海 - 梅沢富美男 - 神奈月 - サンドウィッチマン - 篠原信一 - TKO - DJ KOO - どぶろっく - 槙原寛己 - 魔裟斗 - 森永卓郎 | 女性 - 芦川よしみ - かとうかず子 - カブトムシゆかり - 亀井京子 - ざわちん - シルク - 杉浦幸 - 武田久美子 - 中村静香 - 辺見えみり - モモコ（ハイヒール） - 谷澤恵里香 - 遊井亮子 - 遼河はるひ |

## 受賞履歴

### 第1回
| 賞                             | 受賞者                      | 受賞内容                          |
| ------------------------------ | --------------------------- | --------------------------------- |
| キングオブ芸能人部門           | デヴィ・スカルノ夫人        | -                                 |
| キングオブ芸能人部門           | ラサール石井                | -                                 |
| デビュー当時初々しかた部門     | はるな愛                    | 「ちびっこ歌合戦」                |
| スゴイ大物と写真を撮った部門   | デーブ・スペクター          | 「ジョニー・デップ」              |
| 実はこんなバイトをしていた部門 | 福田充徳 （チュートリアル） | 「そうめん流し」                  |
| 母親とそっくり部門             | 日村勇紀 （バナナマン）     | 「日村の母」                      |
| 父親が意外な職業部門           | 近藤春菜 （ハリセンボン）   | 春菜の父 「刑事」                 |
| 初キッスが遅かった部門         | 箕輪はるか （ハリセンボン） | 28歳 （場所「旅先の宿」）         |
| 住んでいる階が高い部門         | 国生さゆり                  | 34階 （48階建ての内）             |
| 肌年齢が実年齢より若い部門     | 嶋大輔                      | -13歳 （実年齢44歳 - 肌年齢31歳） |

### 第2回
| 賞                                         | 受賞者                  | 受賞内容                                                    |
| ------------------------------------------ | ----------------------- | ----------------------------------------------------------- |
| デビュー当時が初々しかった部門             | 春日俊彰 （オードリー） | 「K-1ファイター」                                           |
| スゴイ大物と写真を撮った部門               | 有吉弘行                | 「渡哲也」                                                  |
| 意外な身内自慢部門'                        | 石田純一                | 純一の父 「名アナウンサー」                                 |
| 忘れられない恋愛での一言部門               | 関根麻里                | 好きになった外国人男性から3人連続言われた一言 「I am ゲイ」 |
| 花開いてよかった卒業アルバム部門（男性編） | 蛭子能収                | 長崎市立長崎商業高校 あだ名「よっちゃん」                   |
| 花開いてよかった卒業アルバム部門（女性編） | 柴田理恵                | 富山県立八尾高校 あだ名「ゴリエ」                           |
| ちょっと意外なチャームポイント部門         | 秋山竜次 （ロバート）   | 「手の甲で握手」                                            |

### 第3回
| 賞                                         | 受賞者                          | 受賞内容                                                            |
| ------------------------------------------ | ------------------------------- | ------------------------------------------------------------------- |
| デビュー当時が初々しかった部門             | 山田五郎                        | 「モデルデビュー」                                                  |
| デビュー当時が初々しかった部門             | 芳本美代子                      | 「天才少女」（準優勝）                                              |
| 意外な身内自慢部門'                        | 武蔵                            | 「先祖は一休さんの蜷川新右衛門」                                    |
| 忘れられない恋愛での一言部門               | 小杉竜一 （ブラックマヨネーズ） | 精一杯の別れのキスをした後 彼女から言われた一言 「長いだけやん」    |
| 花開いてよかった卒業アルバム部門（男性編） | 高橋ジョージ                    | 宮城県の高校時代 あだ名「しょっちゃん」                             |
| 花開いてよかった卒業アルバム部門（女性編） | 真琴つばさ                      | 横浜市立鶴ヶ峰中学校 あだ名「スケバン」                             |
| ちょっと意外なチャームポイント部門         | 芳本美代子                      | 「天才少女」                                                        |
| ナルシスト部門                             | 山里亮太 （南海キャンディーズ） | 隠しカメラが仕掛けてあるトイレの鏡をどれだけ長く見るかで判断 48秒05 |

### 第4回
| 賞                                         | 受賞者                  | 受賞内容 |
| ------------------------------------------ | ----------------------- | --- |
| デビュー当時が初々しかった部門             | 日村勇紀 （バナナマン） | 「素人時代」 |
| ちょっと意外なチャームポイント部門         | 雛形あきこ              | 「360度回転してる腕」 |
| 花開いてよかった卒業アルバム部門（男性編） | カンニング竹山          | 福岡県立早良高等学校 あだ名「油マン」 |
| 花開いてよかった卒業アルバム部門（女性編） | さとう里香              | 城陽市立久世小学校 あだ名「サトウのごはん」                                                                                               |
| 忘れられない恋愛での一言部門               | クリス松村              | 一瞬で恋に落ちた年上サラリーマンからの一言 「君 原辰徳に似てるね」                                                                        |
| 意外な身内自慢部門                         | ユージ                  | 「曾祖父はドミニカ共和国の元大統領」 |
| いつでも冷静部門                           | クリス松村              | 細工をしてコンセントを抜かないと電源が切れないようにしてあるテレビが突如大音量で流れ、それを静かにするのにどれぐらいかかるかで判断 15秒53 |

### 第5回
| 賞                                         | 受賞者                      | 受賞内容                                                                 |
| ------------------------------------------ | --------------------------- | ------------------------------------------------------------------------ |
| デビュー当時が初々しかった部門             | 白川和子                    | 「女子大生時代」                                                         |
| 忘れられない恋愛での一言部門               | 田嶋陽子                    | 「こんな私のどこがいいの?」と尋ねた時に外国人の彼が一言 「頬骨がステキ」 |
| 花開いてよかった卒業アルバム部門（男性編） | 蛭子能収 （実際は井上裕介） | 大阪市立大淀中学校 あだ名「いのちゃん」                                  |
| 花開いてよかった卒業アルバム部門（女性編） | 田嶋陽子                    | 沼津西高等学校 あだ名「田嶋さん」                                        |
| ちょっと意外なチャームポイント部門         | 田中要次                    | 「1円玉を挟めるおでこ」                                                  |
| ちょっと意外な特技部門                     | 蛭子能収                    | 「3桁の足し算の計算」 実際は計算ミスをしてしまい、出来なかった。         |
| ナルシスト部門                             | 井上裕介 (NON STYLE)        | 2分48秒73                                                                |

### 第6回
| 賞                                         | 受賞者                | 受賞内容 |
| ------------------------------------------ | --------------------- | --- |
| デビュー当時が初々しかった部門             | 伊藤かずえ            | 「Hなお姉さん役」                                                                                               |
| 忘れられない恋愛での一言部門               | えなりかずき          | 18歳の時に告白寸前電話しているはずの携帯が鳴り慌てた彼女が発した一言 「やばいホントに電話がかかってきちゃった」 |
| 花開いてよかった卒業アルバム部門（男性編） | 矢部太郎 （カラテカ） | 東村山市立回田小学校 あだ名「矢部くん」                                                                         |
| 花開いてよかった卒業アルバム部門（女性編） | 手島優                | 足利市立山辺中学校 あだ名「チリ毛」                                                                             |
| ちょっと意外なチャームポイント部門         | 五月みどり            | 「きれいな乳首」 実際には、ノミネートをされていない。                                                           |
| ちょっと意外な特技部門                     | えなりかずき          | 「ゴルフのリフティング」                                                                                        |
| いつまでもピュアな部門                     | 蛭子能収              | 33秒56 |

### 第7回
| 賞                                         | 受賞者                  | 受賞内容 |
| ------------------------------------------ | ----------------------- | --- |
| デビュー当時が初々しかった部門             | ウド鈴木 （キャイ〜ン） | 「ピン芸人時代」                                                                                                  |
| 忘れられない恋愛での一言部門               | 兵動大樹 （矢野・兵藤） | 飲み会で自分をチラ見する女性に「俺の事好きなん?」と尋ねた時言われた一言 「だってアンタ めっちゃ霊がついてるから」 |
| 花開いてよかった卒業アルバム部門（男性編） | 赤井秀和                | 大阪府立浪速高校 あだ名「赤井さん」                                                                               |
| 花開いてよかった卒業アルバム部門（女性編） | 山田花子                | 堺市立八下中学校 あだ名「バカボン」                                                                               |
| ちょっと意外なチャームポイント部門         | 松居直美                | 「お金がたくさん入る喉元」                                                                                        |
| ちょっと意外な特技部門                     | 五月みどり              | 「腹話術」 |
| ナルシスト部門                             | ウド鈴木                | 「SPA!」のグラビア企画でセルフヌードを撮った時、何回シャッターを押すかで判断。 212枚                              |

### 第8回
| 賞                                         | 受賞者              | 受賞内容                                                                            |
| ------------------------------------------ | ------------------- | ----------------------------------------------------------------------------------- |
| デビュー当時が初々しかった部門             | 風間トオル          | 「ドラマデビューであまりに滑舌が悪かった」映像                                      |
| 忘れられない恋愛での一言部門               | とよた真帆          | 交際間もなかった現在の夫（青山真治）が発した一言 「結婚を前提に、Hさせてください!」 |
| 花開いてよかった卒業アルバム部門（男性編） | 劇団ひとり          | アラスカ州アンカレッジロジャースパーク小学校 あだ名「天才児」                       |
| 花開いてよかった卒業アルバム部門（女性編） | 村上知子 （森三中） | 私立橘女子高等学校 あだ名「ともちゃん」                                             |
| ちょっと意外なチャームポイント部門         | 村上ショージ        | 「柔らかい指」                                                                      |
| ちょっと意外な特技部門                     | 五月みどり          | 腹話術                                                                              |

### 第9回
| 賞                                         | 受賞者            | 受賞内容                                                                              |
| ------------------------------------------ | ----------------- | ------------------------------------------------------------------------------------- |
| デビュー当時が初々しかった部門             | 早見優            | 「宇宙デビュー」                                                                      |
| ちょっと意外なチャームポイント部門         | 小籔千豊          | 「波打つ手」                                                                          |
| 意外な身内自慢部門                         | 黒田アーサー      | 「姉は元タカラジェンヌ」                                                              |
| 花開いてよかった卒業アルバム部門（男性編） | 濱口優 （よゐこ） | 大阪市立梅香小学校 あだ名「ハマグリ」                                                 |
| 花開いてよかった卒業アルバム部門（女性編） | 手島優            | 足利市立山辺小学校 あだ名「てーちゃん」                                               |
| 忘れられない恋愛での一言部門               | 黒田アーサー      | アメリカ人の彼女に猛烈なキスをしたあと満足げな顔で言われた一言 「これが東洋の神秘ね」 |
| ちょっと意外な特技部門                     | 五月みどり        | 腹話術                                                                                |

### 第10回
| 賞                                         | 受賞者       | 受賞内容                                  |
| ------------------------------------------ | ------------ | ----------------------------------------- |
| デビュー当時が初々しかった部門             | 瀬川瑛子     | 「経歴詐称」                              |
| ちょっと意外なチャームポイント部門         | 夏菜         | 「手の甲まで曲がる指」                    |
| 花開いてよかった卒業アルバム部門（男性編） | イジリー岡田 | 浦和実業学園高等学校 あだ名「ゆうちゃん」 |
| 花開いてよかった卒業アルバム部門（女性編） | 藤田朋子     | 世田谷区立守山小学校 あだ名「ふーちゃん」 |
| 秘密の告白部門                             | 瀬川瑛子     | 「経歴詐称」                              |
| 体がキレてて当たり前!スター体力自慢部門    | 篠原ともえ   | バランスボールの姿勢維持 1分27秒23        |
| ちょっと意外な特技部門                     | 五月みどり   | 腹話術                                    |

### 第11回
| 賞                                                          | 受賞者                            | 受賞内容 |
| ----------------------------------------------------------- | --------------------------------- | --- |
| デビュー当時が初々しかった部門                              | 鳥居みゆき                        | 「まじめキャラ」。デビュー当時の出演番組で普段の破天荒キャラとはかけ離れた一切ボケない真面目な受け答えの様子。         |
| ちょっと意外なチャームポイント部門                          | 久住小春                          | 「爪楊枝が乗る睫毛」                                                                                                   |
| 花開いてよかった卒業アルバム部門（男性編）                  | 富澤たけし （サンドウィッチマン） | 小学校時代の写真だが、最初に公開されたのが富沢の同級生の写真だった（富沢本人がさんまに触れられるまで訂正しなかった）。 |
| 花開いてよかった卒業アルバム部門（女性編）                  | IKKO                              | 小学校時代 |
| 秘密の告白部門                                              | 沢田亜矢子                        | 「子供達が成人して家を出て一人になった最近、妙にモンモンしている」。                                                   |
| 体がキレてて当たり前!スター体力自慢部門（バランスボール）   | 神保悟志                          | 2分13秒16 |
| 体がキレてて当たり前!スター体力自慢部門（キャスター幅跳び） | 野村将希                          | キャスター付の椅子に乗って壁を1回蹴ってどこまで転がれるか 19m22cm                                                      |
| ちょっと意外な特技部門                                      | 五月みどり                        | 腹話術（衛星中継） |

### 第12回
| 賞                                         | 受賞者                       | 受賞内容 |
| ------------------------------------------ | ---------------------------- | --- |
| デビュー当時が初々しかった部門             | 中条きよし                   | 「鈍足」。若手時代の運動会特番のリレーのアンカーで見せた鈍足。 |
| ちょっと意外なチャームポイント部門         | 敦士                         | 「何でも挟める下唇」 |
| 忘れられない恋愛での一言部門               | 五月みどり                   | 「グゥ、グゥ、グゥ…」。若手時代に仕事終わりに自宅に中条きよしを誘い、お酒も飲んで良い雰囲気になり、五月が先にシャワーを浴びてからリビングに戻ると中条が疲れて爆睡していたその一部始終。 |
| 花開いてよかった卒業アルバム部門（男性編） | 岩尾望（フットボールアワー） | 小学校時代 |
| 花開いてよかった卒業アルバム部門（女性編） | 久保田磨希                   | 中学校時代 |
| ナルシスト部門                             | 小野寺昭                     | トイレに仕掛けた隠しカメラでどれぐらい鏡を見るかで判定。51秒48。 |
| ちょっと意外な特技部門                     | 五月みどり                   | 腹話術（衛星中継） |

### 第13回
| 賞                                                                                | 受賞者     | 受賞内容                                                                                                   |
| --------------------------------------------------------------------------------- | ---------- | --- |
| デビュー当時が初々しかった部門                                                    | スギちゃん | 「お宝映像」。デビュー前の高校生の時に出演した愛知の生放送情報番組で調子に乗って下ネタを連発した一部始終。 |
| ちょっと意外なチャームポイント部門                                                | 勝野洋     | 「フクロウを呼べる手」                                                                                     |
| 秘密の告白部門                                                                    | 淡路恵子   | 「何十年も顔を洗ってない」。                                                                               |
| 花開いてよかった卒業アルバム部門（男性編）                                        | DaiGo      | 小学校時代                                                                                                 |
| 花開いてよかった卒業アルバム部門（女性編）                                        | 坂口杏里   | 中学校時代                                                                                                 |
| 個人情報ランキング!何でもNo.1部門（「自宅のリビングで一番高価な物」編）           | 假屋崎省吾 | 2千万円のグランドピアノ                                                                                    |
| 個人情報ランキング!何でもNo.1部門（「兄弟を多く持つ」編）                         | 五月みどり | 8人 |
| 個人情報ランキング!何でもNo.1部門（「肌年齢が実年齢より若い女性芸能人」編）       | 渡辺美奈代 | マイナス12歳                                                                                               |
| 個人情報ランキング!何でもNo.1部門（「フジテレビまで長距離通勤している芸能人」編） | 五月みどり | 103.3km（深夜タクシーで42010円）                                                                           |
| ちょっと意外な特技部門                                                            | 五月みどり | 腹話術（衛星中継）                                                                                         |

### 第14回
| 賞                                         | 受賞者           | 受賞内容 |
| ------------------------------------------ | ---------------- | --- |
| 過去にこんなことやらかしてた部門           | 高橋ひとみ       | 「おっちょこちょい」。「スケバン刑事」の悪役として登場するも、ありえないミスで死ぬ一部始終                                                                                   |
| 忘れられない恋愛での一言部門               | 福田彩乃         | 「グ・リ・チュ」。学生時代に付き合っていた彼とバス停までジャンケングリコをしながら歩いていてバス停の近くまで来て、グーで勝った彼がこのセリフを言いながらキスをした一部始終。 |
| 壇蜜にクギづけ部門                         | 具志堅用高       | 55秒76 |
| 花開いてよかった卒業アルバム部門（男性編） | 野村宏伸         | 中学校時代 |
| 花開いてよかった卒業アルバム部門（女性編） | キンタロー。     | 小学校時代 |
| ちょっと意外な特技部門                     | デヴィ・スカルノ | ポールダンス |

### 第15回
| 賞                                                       | 受賞者               | 受賞内容 |
| -------------------------------------------------------- | -------------------- | --- |
| 過去にこんなことやらかしてた部門                         | 谷村新司             | 「生放送」。小川知子とのデュエットソングのMVで谷村が小川の胸を触っていたことが話題になり、それを生放送の歌番組で再現しようとした一部始終                                                          |
| 忘れられない恋愛での一言部門                             | 藤本敏史（FUJIWARA） | 「うるせえ！この顔面ビッグダディ！」。「痛快!ビッグダディ」を見ていた藤本の傍らで妻の木下優樹菜がうるさかったので「番組に集中したいから静かにして！」と注意した藤本に対して木下が言い放った一言。 |
| すごい大物と写真を撮った部門                             | 大場久美子           | マイケル・ジャクソンとのツーショット写真。 |
| 花開いてよかった卒業アルバム部門（男性編）               | 小石田純一           | 中学校時代 |
| 花開いてよかった卒業アルバム部門（女性編）               | 水沢アリー           | 小学校時代 |
| 体がキレてて当たり前!スター体力部門（20mシャトルラン編） | ハリー杉山           | 113回 |
| 体がキレてて当たり前!スター体力部門（バランスボール編）  | 山本博（ロバート）   | 15分9秒63 |
| ちょっと意外な特技部門                                   | デヴィ・スカルノ     | ポールダンス |

### 第16回
| 賞                                         | 受賞者       | 受賞内容 |
| ------------------------------------------ | ------------ | --- |
| デビュー当時が初々しかった部門             | アニマル浜口 | 「ボディービル時代」。体脂肪率を4%まで絞って臨んだ大会で見事優勝した映像。 |
| 花開いてよかった卒業アルバム部門（男性編） | 金山一彦     | 中学校時代 |
| 花開いてよかった卒業アルバム部門（女性編） | 保田圭       | 中学校時代 |
| ちょっと意外な特技部門                     | アニマル浜口 | 「腹芸」。本来はさんまが決めるはずの賞だが、雛壇で「審査委員長みたい」(さんま談)な物怖じしない理路整然としたコメントを発していた小島瑠璃子がさんまの無茶振りで急遽本当に審査委員長となり大賞を決めた。 |

## スタッフ

### 第18回時点
- 構成：松井洋介、岐部昌幸、加藤正人、榊暁彦
- TD：高瀬義美
- SW：長瀬正人（第1,2,5 - 17回）
- CAM：遠藤俊洋（第3 - 5,7 - 17回）
- VE：山下悠介（第15 - 17回）
- AUD：森田篤（第1 - 9,11 - 17回）
- 照明：本沢啓史
- マルチ：大高貢
- 美術プロデューサー：三竹寛典
- デザイン：棈木陽次
- 美術進行：林勇
- 大道具：松本達也（東宝舞台）
- アクリル装飾：斉藤祐介（ナカムラ綜美）
- 特殊装置：日下信二
- 装飾：門間誠
- 生花装飾：荒川直史
- メイク：大友麻衣子（山田かつら、第14,17回）
- 編集：十文字美賀（第14,17回）、中村豪（第15,17回）、山下大樹（第17回）、時田渉（第17回）
- MA：大浦克寿
- 音響効果：高田智彰
- CGデザイン：木本禎子（第1 - 5,11回）
- CG：久保田幸（第6,7,9 - 11回）、鈴木鉄平
- リサーチ：スコープ
- 技術協力：ニューテレス、fmt（第14回まではFLTと表示）、IMAGICA、BABY SOUND LUCK、共同テレビ（第17回）
- スタッフ協力：スクイズ（※全て表記無）
- 制作協力：NEXTEP
- 広報：加藤麻衣子
- TK：松下絵里
- デスク：川野友美（第15 - 17回）
- AP：児玉芳郎、明石令奈、木内美歩、石田雅美（石田→第10回以降）、林田直子（林田→第10回はデスク）
- ディレクター：伊藤渉（伊藤→第7 - 11回）、逸見忠利、池田浩士、松井英泰（松井→第17回）、西方健保、萩森豪、西古屋竜太、滝島春樹（第14,17回）
- チーフディレクター：石川陽
- プロデューサー：花苑博康（第6回はAP、第7回以降はプロデューサー）
- 演出：武田誠司
- チーフプロデューサー：亀高美智子（第2回はプロデューサー、第3回以降はCP）
- 制作：フジテレビバラエティ制作部
- 制作著作：フジテレビ

### 過去
- 制作（第3,4回）：清水宏泰
- チーフプロデューサー：宮道治朗（第1回は演出兼任、第2回はプロデューサー、第3 - 8回はCP）
- 編成：小松純也（第2回まで）、情野誠人（第2,3回まで）、大川友也（第4 - 8回まで）、濱潤（第9回）、加藤達也（第10 - 15回まで）
- 監修：塩谷亮（第1回）
- 制作プロデューサー：石川綾一（第1回）、岡庭幸代（第1-3回まで）
- ディレクター：小野寺譲二（第1回）、内田雅行（第6回）／木村剛／増田真也（第13 - 15回まで）、下田亮太（第15回）、金孝義、川島晶子（川島→第5,6回はFD、第7 - 16回はD）、松延由子（松延→第9 - 16回）
- FD：鈴木善貴（第1 - 5回）
- AP：佐藤一巳（第1 - 7回）、田隝宗昭（第1 - 7回）、桐谷太一（第1回）、照沼真純（第7,8回）
- AP（第2回のみ）→デスク：済本明里
- デスク：若林咲子（第16回まで）
- SW：横山政照（第3,4回）
- CAM：横山政照（第1回）、小川利行（第2,6回）
- VE：宮本学（第1-3,5,6,8,9,11,13回）、水野博道（第4,14回）、斎藤雄一（第7回）、谷古宇利勝（第10回）
- AUD：本間祥吾（第10,13回）
- メイク：石井織恵（山田かつら、第1回）、和田奈美（山田かつら、第2回）、宮本真由美（山田かつら、第4回）、外山隼人（山田かつら、第5,15回）、佐藤美和（山田かつら、第6回）、大高理絵（山田かつら、第7,9回）、久保田裕子（山田かつら、第8回）、原田知佳（山田かつら、第10,16回）、今津悠子（山田かつら、第13回）
- 編集：岩崎秀徳（第1 - 3,5,6,16回）、榎本祐紀（第2回）、森本高生（第2,6 - 9,11 - 15回）、檜山勉（第2 - 5,7,10,16回）、後藤勝利（第4回）、川越大祐（第4回）、小川琢麿（第5回）、吉田裕樹（第6,10回）、三浦秀稔（第7回）、江原英生（第4,6,7回）、立木規之（第8回）、森本仁志（第9回）、二戸部光一（第9回）、吉川豪（第10回）、山崎洋（第10回）、平賀雄貴（第10回）、齊藤禎丈（第8,11,15回）、一瀬将吾（第13回）、古屋卓（第13回）、菊池正吾（第14回）、十文字美賀（第14回）、田中友裕（第15回）、井上三郎（第15回）、中村豪（第15回）
- 構成：堀江利幸（第15回まで）